# نهر كيسانغ
نهر كيسانغ (بالملايوية: Sungai Kesang)‏ نهر حدودي بين ولايتي جوهر وملقا في ماليزيا، إلى جانب نهر تشوهونغ. يوفر النهر أكثر من 54 مليون لتر من المياه يوميًا للسكان.